# Stade Olympique Maritime Boulonnais
El S.O.M. Boulogne es un equipo de baloncesto francés con sede en la ciudad de Boulogne-sur-Mer, que compite en la NM1, la máxima competición de su país. Disputa sus partidos en la Salle Damrémont, con capacidad para 1650 espectadores.

## Historia
El SOMB, Stade Olympique Maritime Boulonnais, nació oficialmente el 5 de septiembre de 1935. En ese momento, se trata de un club deportivo. De hecho, es necesario esperar 40 años para ver despegar el baloncesto. Un vuelo del equipo de pronto se ve interrumpido por la Segunda Guerra Mundial.
En 1945, SOMB vuelve a disputar la liga. Un equipo se dedica a la FFBB campeonato (federación francesa de baloncesto).
Pero las condiciones de juego no son las mismas hoy en día, como los partidos se llevaban a cabo al aire libre, en las pista de ténis Boulevard Ervin, amablemente puestas a disposición del club por el jardinero del Club de Ténis.
Desde 1948, tres equipos se formaron y uno de los equipos disputó el campeonato departamental FFBB, y obtuvo su primer campeonato de Pas-de-Calais, en 1949.
Un ambiente familiar
Los entrenamientos son siempre al aire libre durante estos años. En 1950, un pequeño local se alquila al club. El local es de paneles de madera y en invierno los entrenamientos se llevan a cabo en este local. El club es un gran familia, el ambiente y la atmósfera alrededor del club son formidables, gracias a través de esfuerzos en entrenamientos voluntarios, el juego ya terminó muy físico y táctico, el SOMB se eleva rápidamente para ganar el título de Campeón  de Flandes (Nord-Pas-de-Calais) en 1954 y alcanzó el campeonato nacional. El local está construido con la dedicación de todos. En el partido de apertura, el SOMB gana Stade Français (National 1) 54-52. Las temporadas 1953-1954-1955-1956 se vio el desarrollo del club. Los equipos juveniles se forman (infantiles, cadetes, juniors), las reservas juegan en la promoción departamental y el equipo jugará sin interrupción durante una docena de años en el Campeonato de Francia Honor (equivalente a la Nacional 2 hoy ). En la división que juega SOMB incluye las regiones de Normandía, región de París, Flandes Oriental y Champagne. Este es un campeonato muy difícil: cuatro descensos cada temporada. Paralelamente, el otro equipo jugó la Copa de Francia FFBB y el campeonato UFOLEP.
Un club que aspira a los más altos niveles del baloncesto francés 
Hoy en día, el SOMB está en la Pro B, el segundo nivel del baloncesto francés, justo detrás de Pro A.
Después de pasar un pequeño bache a mitad de los años 90, el club se ha levantado de manera fulgurante. Así, cuando la temporada 98-99, el SOMB ganó el campeonato d'Exellence departamental. Siete años más tarde, después de varias ascensos consecutivos, descubrió los placeres de jugar el campeonato Nationale 1, está pagando el lujo de ganar en 2005 la Copa de Francia de aficionados en Francia en Bercy.

## Posiciones en liga
| - 2007 - (N2) - 2008 - 10 (N1) - 2009 - 9 (NM1) - 2010 - 6 (NM1) - 2011 - 8 (Pro B) - 2012 - 7 (Pro B) - 2013 - 4 (Pro B) - 2014 - 1 (Pro B) | - 2015 - 18 (Pro A) - 2016 - 12 (Pro B) - 2017 - 18 (Pro B) - 2018 - 9 (NM1) - 2019 - 8 (NM1) - 2020 - 4 (NM1)* - 2021 - 8 (NM1) - 2022 - 8 (NM1) |

*La temporada fue cancelada debido a la pandemia del coronavirus.

## Palmarés
- Campeón de los Play-Offs NM1 - 2010
- Finalista NM2 - 2007
- Semifinales Copa de Francia de Baloncesto - 2013

- Pro B:
  - Semifinales - 2011